# Walk of Life
"Walk of Life" je skladba britské rockové skupiny Dire Straits, která se objevila na jejich nejprodávanějším albu Brothers in Arms. Následně se také objevila na jejich koncertním albu On the Night. V listopadu 1985 byla vydána jako singl, avšak nejprve byla na B-straně singlu "So Far Away", který byl vydán před albem Brothers in Arms. Skladba dosáhla 7. místo v americkém žebříčku Billboard Hot 100 a 2. místo v britském žebříčku UK Singles Chart. Později se objevila na dvou výběrech Sultans of Swing: The Very Best of Dire Straits (1998) a The Best of Dire Straits & amp; Mark Knopfler: Private Investigations (2005).

## Historie
Skladba se na album téměř nedostala, protože koproducent Neil Dorfsman byl proti zařazení do alba. Členové skupiny však byly za její zařazení.
Ve skladbě je použit jednoduchý rock and rollový rytmus. Dlouhý úvod se stal kultovním v několika hudebních kruzích, a také okamžitě rozpoznatelná melodie hraná na syntezátory se zvukem varhan.

## Seznam skladeb
7 "singl
1. "Walk of Life" - 4:07
2. "One World" - 3:36

12 "singl
1. "Walk of Life" - 4:07
2. "Why Worry" (instrumental) - 3:56
3. "One World" - 3:36

## Pozice v žebříčcích
| Žebříček (1985-1986)                  | Vrcholové pozice |
| ------------------------------------- | ---------------- |
| Austrálie (Kent Music Report)         | 11               |
| Belgie (VRT Top 30 Flandry)           | 23               |
| Irsko (IRMA)                          | 1                |
| Jižní Afrika (Springbok Radio)        | 2                |
| Kanada (CHUM)                         | 12               |
| Spojené království (UK Singles Chart) | 2                |
| USA Billboard Adult Contemporary      | 4                |
| USA Billboard Hot 100                 | 7                |
| USA Billboard Top Rock Tracks         | 6                |
| US Cash Box                           | 10               |

## Česká coververze
Pod názvem „Dobré jitro“ s textem Pavla Žáka ji v roce 1986 nazpívala Hana Zagorová